# Akabira
Akabira (jap. 赤平市, Akabira-shi) – miasto w Japonii, w prefekturze Hokkaido, w podprefekturze Sorachi. Miasto ma powierzchnię 129,88 km². W 2020 r. mieszkało w nim 9 698 osób, w 4 463 gospodarstwach domowych  (w 2010 r. 12 637 osób, w 5 568 gospodarstwach domowych) .
Miasto przyciągało ludzi dobrze prosperującymi kopalniami węgla, dzięki czemu w 1960 roku Akabira osiągnęła szczytową liczbę ludności: 59 430 osób. W wyniku późniejszego zamykania kopalń, liczba ludności stopniowo się zmniejszała.